# Susanne Albers

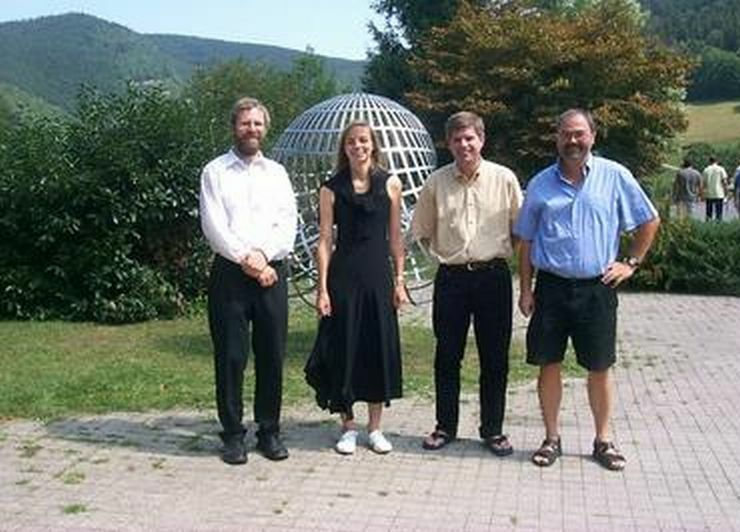
Von links: Torben Hagerup, Susanne Albers, David P. Williamson, Kurt Mehlhorn, Oberwolfach 2003

Susanne Albers (* 10. Juni 1965 in Georgsmarienhütte) ist eine deutsche Informatikerin und Inhaberin des Lehrstuhl XIV Theoretische Informatik an der Fakultät für Informatik der Technischen Universität München.

## Leben und Wirken
Albers absolvierte von 1984 bis 1990 ein Studium der Mathematik, Informatik und Betriebswirtschaftslehre an der Universität Osnabrück. 1993 promovierte sie mit einer Dissertation über Online-Algorithmen an der Universität des Saarlandes. Dabei war Kurt Mehlhorn ihr Doktorvater.
Bis 1999 war sie am Max-Planck-Institut für Informatik tätig und hielt sich zu Forschungsbesuchen in den USA, Japan und im europäischen Ausland auf. 1999 habilitierte sie sich über effiziente Algorithmen und war von 1999 bis 2001 Professorin an der Universität Dortmund. Von 2001 bis 2009 war Albers Professorin für Informatik an der Universität Freiburg. Von 2009 bis 2013 war sie Professorin an der Humboldt-Universität zu Berlin. Seit 2013 ist sie Professorin an der Technischen Universität München.
Albers arbeitet auf dem Gebiet des Entwurfs und der Analyse von Algorithmen, speziell Online- und Approximationsalgorithmen. Außerdem befasst sie sich mit algorithmischer Spieltheorie und Algorithms Engineering.
1993 erhielt sie die Otto-Hahn-Medaille der Max-Planck-Gesellschaft und 2008 den Gottfried-Wilhelm-Leibniz-Preis der Deutschen Forschungsgemeinschaft, den mit 2,5 Millionen Euro höchstdotierten deutschen Förderpreis.
2010 wurde Albers in die Leopoldina aufgenommen. 2011 wurde Albers zum GI-Fellow ernannt. Seit 2016 ist sie Mitglied der Akademie der Wissenschaften und der Literatur Mainz.

## Auszeichnungen und Ehrungen
- 1993: Otto-Hahn-Medaille der Max-Planck-Gesellschaft
- 2008: Gottfried Wilhelm Leibniz-Preis
- 2010: Mitglied der Leopoldina, Deutsche Akademie der Naturforscher Leopoldina[5]
- 2011: Fellow der Gesellschaft für Informatik
- 2013: Mitglied der Akademie der Wissenschaften und der Literatur Mainz
- 2014: Fellow der European Association for Theoretical Computer Science